# ASM Clermont Auvergne

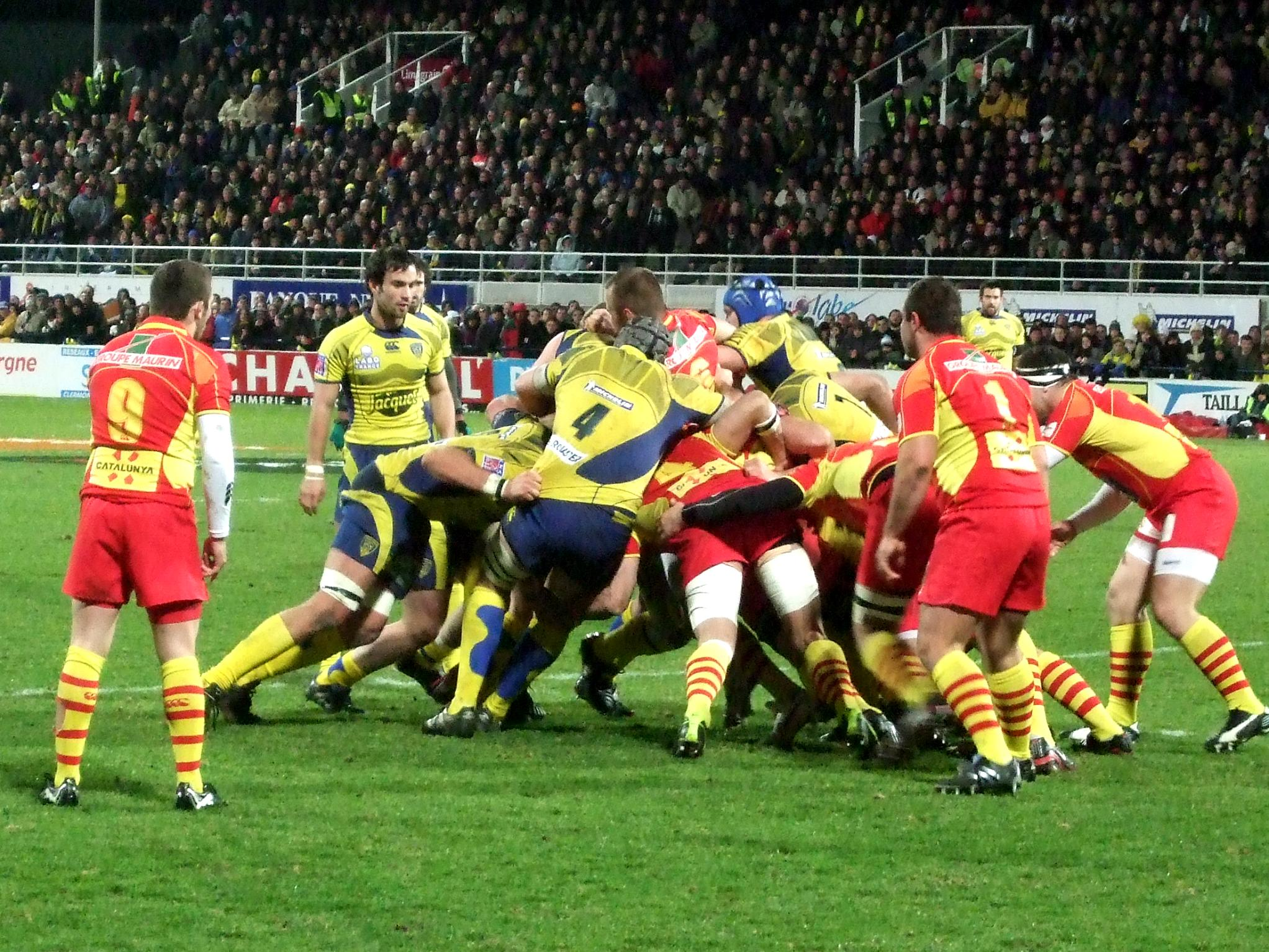
Een maul in een thuiswedstrijd van ASM Clermont (geel-blauw) tegen Perpignan (geel-rood) in maart 2010.

l'Association Sportive Montferrandaise Clermont Auvergne, vaak vereenvoudigd tot ASM Clermont, is een Franse rugbyclub uit Clermont-Ferrand. In 2010 wist de club haar eerste landskampioenschap te behalen, na vanaf 1936 tien keer een finale hierom te hebben verloren. ASM Clermont speelt haar wedstrijden in het Stade Marcel-Michelin.

## Geschiedenis
In 1911 wordt door Marcel Michelin, zoon van mede Michelin-oprichter André Michelin, de omnisportvereniging l’Association Sportive Michelin opricht in de Clermont-Ferrandse wijk Montferrand. De vereniging krijgt de kleuren van de historische stad Montferrand te weten geel en blauw. In 1922 wordt naar aanleiding van een aanbeveling van de USFSA om de anti-reclame wetgeving te volgen de naam verandert in l’Association Sportive Montferrandaise.
In 1925 weet de rugbyclub toelating te verkrijgen tot de elitedivisie, de huidige Top 14. In het seizoen 1935-1936 weet de club voor het eerst de finale om het landskampioenschap te bereiken maar verliest deze van RC Narbonne. De club haalt in 1938 haar eerste prijs binnen met het winnen van de Challenge Yves du Manoir.
Het jaar 1976 is een vreemd jaar voor ASM Clermont. De Challenge Yves du Manoir wordt voor de tweede maal gewonnen maar door het noodlot wordt AS Montferrandaise speler Jean-François Phliponeau getroffen door de bliksem op 8 mei 1976 in het Stade Marcel-Michelin, waarna hij overlijdt.
AS Montferrandaise wint haar eerste Europese prijs in 1999 met het winnen van de European Challenge Cup in een finale tegen CS Bourgoin-Jallieu. In 2002 creëert AS Montferrandaise een naamloze vennootschap om de rugbytak van de omnisportvereniging te gaan beheren. Vervolgens wordt er in 2004 de naamsverandering naar ASM Clermont Auvergne doorgevoerd. In juni 2009 verliest ASM Clermont zijn tiende finale om het landskampioenschap van Perpignan maar op 29 mei 2010 is het dan eindelijk zover, in het Stade de France weet de club met 19-6 te winnen van wederom Perpignan en haalt daarmee haar eerste landskampioenschap binnen. De huldiging bracht vervolgens ongeveer 100.000 mensen op de been op de Place de Jaude in Clermond-Ferrand.

## Erelijst
Kampioen van Frankrijk

2010, 2017
Amlin Challenge Cup

1999, 2007
Challenge Yves du Manoir

1938, 1976, 1986
Coupe de la Ligue

2001
Challenge Armand Vaquerin

2003